# كوجي فوناموتو
كوجي فوناموتو (باليابانية: 船本 幸路) (12 أغسطس 1942 في هيروشيما في اليابان – )؛ هو لاعب كرة قدم ياباني سابق كان يلعب كحارس مرمى. سبق له أن لعب مع منتخب اليابان.

## وصلات خارجية
- كوجي فوناموتو على موقع قاعدة بيانات كرة القدم.إي يو (الإنجليزية)
- كوجي فوناموتو على موقع ناشيونال فوتبول تيمز (الإنجليزية)

- National Football Teams
- Japan National Football Team Database